# Myrica Faya
Myrica Faya (Terceira, Açores, Portugal, 2013), é uma banda de música folk, formada por 5 elementos, nomeadamente, Bruno Bettencourt (viola da terra e voz), Cláudio Oliveira (contrabaixo, acordeão e voz), Emílio Leal (piano, bouzouki, cavaquinho brasileiro e voz), Pedro Machado (guitarra, flauta e voz) e Ricardo Mourão (guitarra, percussões e voz).

## O início
Cinco amigos com diferentes origens musicais decidiram centrar-se na música tradicional açoriana e na sua raiz mais profunda. Estava encontrada a matriz. A esses temas, muitos dos quais com uma riqueza melódica inebriante, juntaram-se as mais diversas influências com que os foram (re)arranjando.
Cada tema do reportório dos Myrica Faya é o resultado de um longo processo de pesquisa, desconstrução, amadurecimento e recriação. Como uma tradicional colcha de retalhos que não é mais do que a união de peças aparentemente soltas que, quando em harmonia, resultam num todo que aguça os sentidos e faz com que procuremos a origem de cada detalhe.
Encaram este processo como uma forma de homenagear a música que faz parte da identidade cultural de cada açoriano. Por outro lado, a nova abordagem que é feita a cada tema, procura não deixar indiferente quem escuta e quem desde cedo se habituou a ouvir temas como a "Charamba", a "Lira" ou a "Saudade", apenas tocados por grupos etnográficos e de folclore, verdadeiros repositórios da nossa cultura musical.
A sua apresentação pública ocorreu no dia 11 de Maio de 2013, na Academia das Artes e da Juventude da Ilha Terceira, na Praia da Vitória. Muitas foram as solicitações para que os Myrica Faya actuassem, tendo sido somadas 36 actuações nos mais diversos eventos, desde festas tradicionais a congressos internacionais, durante o seu primeiro ano.

## O nome
Myrica faya é a faia-da-terra, uma árvore, uma espécie endémica dos Açores. Esta árvore tem como raiz a música açoriana. Uma raiz que alimenta cinco ramos, impulsionando a sua criatividade. A voz, a viola-da-terra, o contrabaixo, o acordeão, o piano, o cavaquinho, as guitarras, as flautas e as percussões são elementos dos Myrica Faya, os ramos desta faia-da-terra que se alimenta da musicalidade que brota de cada uma das ilhas açorianas. 

### O álbumVir'ó Balho- 2014
Após um número crescente de solicitações, entram em estúdio para gravar o seu primeiro álbum. O trabalho é então gravado nos estúdios da Soundivision, na ilha Terceira, com João Mendes, produtor e guitarrista que frequentemente participa nos concertos da banda. Todo o trabalho de edição e masterização é igualmente efectuado nos referidos estúdios.Neste trabalho contam com a participação especial dos músicos João Mendes, Bráulio Brito, Evandro Machado, Paulo Aguiar e Telmo Aguiar.
No dia 3 de Maio de 2014, no Auditório do Ramo Grande, na Praia da Vitória, ocorreu o espectáculo de lançamento do seu primeiro disco. O trabalho Vir’ó Balho conta com 12 temas tradicionais (re)arranjados. O espectáculo contou com os mais diversos convidados, destacando-se Carlos Guerreiro (Gaiteiros de Lisboa), Tertúlia Viola (Beja) e Luís Gil Bettencourt.

### O álbumdo Cerne- 2016
Este trabalho é uma vez mais o reflexo do foco de trabalho da banda: a música tradicional açoriana abordada de forma diferente. O álbum do Cerne conta com 10 temas e, ao contrário do trabalho anterior, a maioria destes não está incluída na lista de "clássicos do folclore açoriano", refletindo um trabalho de pesquisa ainda mais profundo. Muitos dos temas são desconhecidos fora da sua ilha de origem, mesmo daqueles que estão habituados a ouvir música tradicional dos Açores. Com este novo trabalho, os Myrica Faya refletem todas as influências que foram absorvendo ao longo de dois anos de convivência com outros músicos e públicos diversos, em salas e festivais de todo o país, mantendo no entanto o seu cerne que é a música tradicional açoriana. 

## Concertos
2014
Durante o primeiro ano de existência dos Myrica Faya, destacam-se os concertos realizados nas Lajes das Flores (ilha das Flores), na ilha do Faial (Cedros) e nas diversas localidades da ilha Terceira. Ao longo da temporada de espectáculos de 2014, outros momentos foram acontecendo. 
A 25 de Junho tocam, pela primeira vez, nas Sanjoaninas. A 11 de Julho deslocam-se à ilha de Santa Maria para se apresentarem no Festival Maia Folk. No mesmo mês, dia 25, participam no Festival Folk Celta de Ponte da Barca.
No dia 8 de Agosto dão um concerto nas Festas da Praia, tendo como convidado Sebastião Antunes. A 11 de Setembro, são convidados do programa "Viva a Música" da Antena 1, em directo do Teatro da Luz em Lisboa.
A culminar todo este ciclo de promoção do álbum Vir’ó Balho e, acima de tudo, da música e cultura açoriana, sobem ao palco do Teatro Angrense, em Angra do Heroísmo, para celebrarem junto dos "seus", num concerto transmitido em direto na Antena 1-Açores. Todos aqueles que desde sempre também foram embalados pela música dos Açores. Como é hábito, para este momento marcante convidam a estar em palco, Filipa Pais, Viviane e Ana Vieira, nomes da música portuguesa e vozes por todos reconhecidas.
A 2 de Novembro sobem ao palco do Auditório do Ramo Grande (com Aníbal Raposo, Luís Alberto Bettencourt, Luís Gil Bettencourt, Susana Coelho e Zeca Medeiros). Actuaram no palco do Teatro Ribeiragrandense, na Ribeira Grande, a 8 de Novembro. Apresentaram-se desta forma ao público micaelense e a todos aqueles que desde sempre também foram embalados pela música dos Açores. Contaram com a presença de convidados, como é seu hábito, nomeadamente Zeca Medeiros, Aníbal Raposo, Luís Alberto Bettencourt e Rafael Carvalho, nomes incontornáveis da música feita nos Açores e por todos reconhecidos.
2015
Culminam todo este ciclo de promoção do álbum Vir’ó Balho e, acima de tudo, da música e cultura açoriana, em Fevereiro de 2015, no Auditório de S. Roque do Pico e no Teatro Faialense.
Durante o ano de 2015 viram o seu álbum Vir’ó Balho ser incluído na lista dos 10 melhores álbuns editados em Portugal, em 2014, na área da música folk/tradicional.  Estiveram presentes entre outros, novamente no Festival Folk Celta, no Festival Flaviae Fest (Chaves), no Festival Arredas Folk Fest (Barcelos) e realizaram concertos nas ilhas de S. Jorge (Semana Cultural das Velas), S. Miguel (Festival Música no Colégio), Santa Maria (S. João) e Graciosa (Festas do Senhor Sto. Cristo).
2016
Após um pré lançamento em Lisboa onde regressam programa "Viva a Música" da Antena 1, apresenta, o álbum "do Cerne" em Angra do Heroísmo, no Teatro Angrense.

## Discografia

### Álbuns de estúdio
- "Vir'ó Balho"(2014)
- "do Cerne" (2016)

### Coletâneas
- "Festival Folk Celta de Ponte da Barca (vol. 2)" (2014), com o tema "O Caracol"

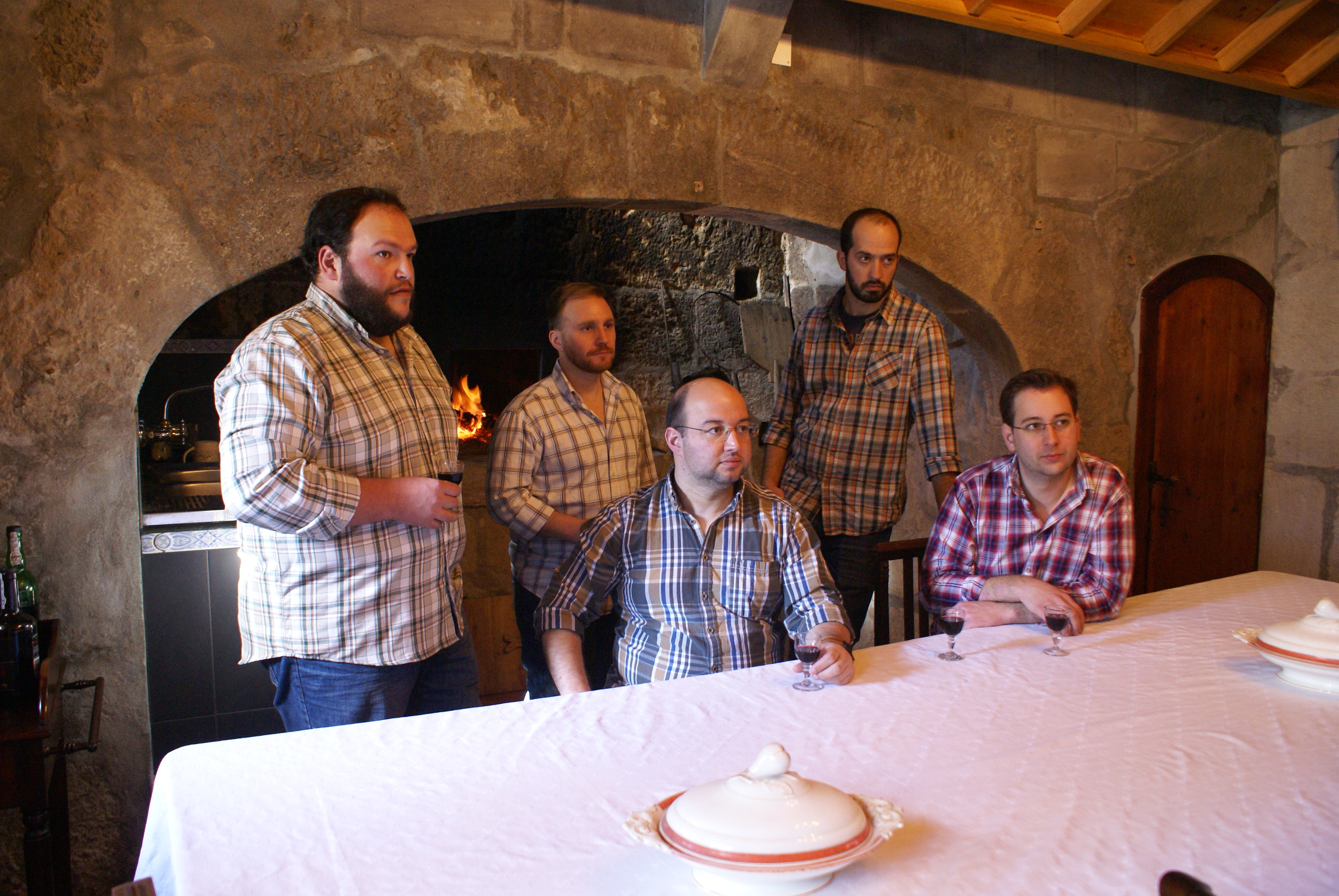
A banda em sessão fotográfica.